# Sala Regia
La Sala Regia (Salle royale) est une salle d'honneur située au Palais apostolique, dans la cité du Vatican. Véritable antichambre de la chapelle Sixtine, elle est affectée aux audiences. On y accède par la Scala Regia (escalier royal).

## Description
Commencée sous le pontificat de Paul III par Antonio da Sangallo le Jeune, la salle est achevée en 1573. Des décorations en stuc réalisées par Perin del Vaga rehaussent la voûte en berceau. Une douzaine de peintres sont associés au projet. Leurs fresques illustrent la suprématie politique du pape. Elles sont encadrées par quarante-deux ignudi aux positions variées, dont certains s'inspirent de ceux peints par Michel-Ange dans la chapelle Sixtine voisine. Daniele da Volterra a façonné les stucs des portes.
À gauche de l'entrée se trouvait autrefois le trône pontifical, situé aujourd'hui face à la porte menant à la chapelle Pauline. 
À l'origine la salle reçoit des princes et des ambassadeurs, d'où son nom. Aujourd'hui s'y tiennent des consistoires et, occasionnellement, des récitals de musique présidés par le pape. Pendant les conclaves, elle sert de lieu de promenade aux cardinaux.

## Galerie

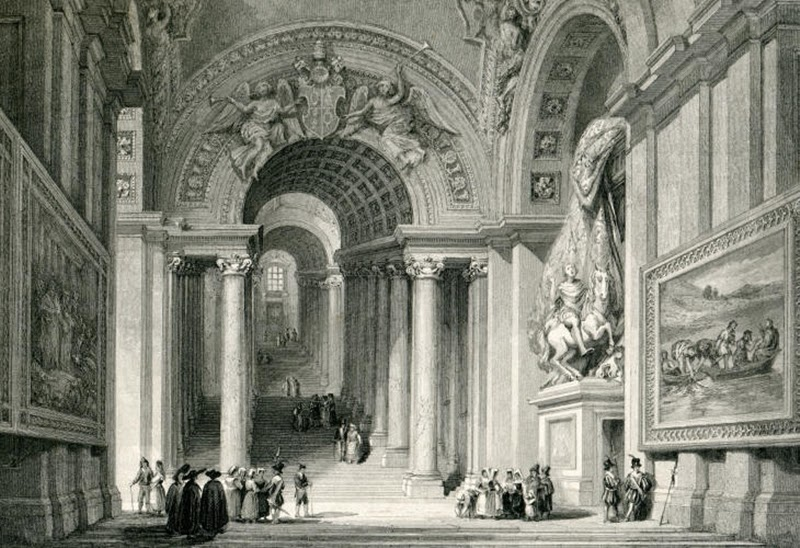
La Scala Regia.
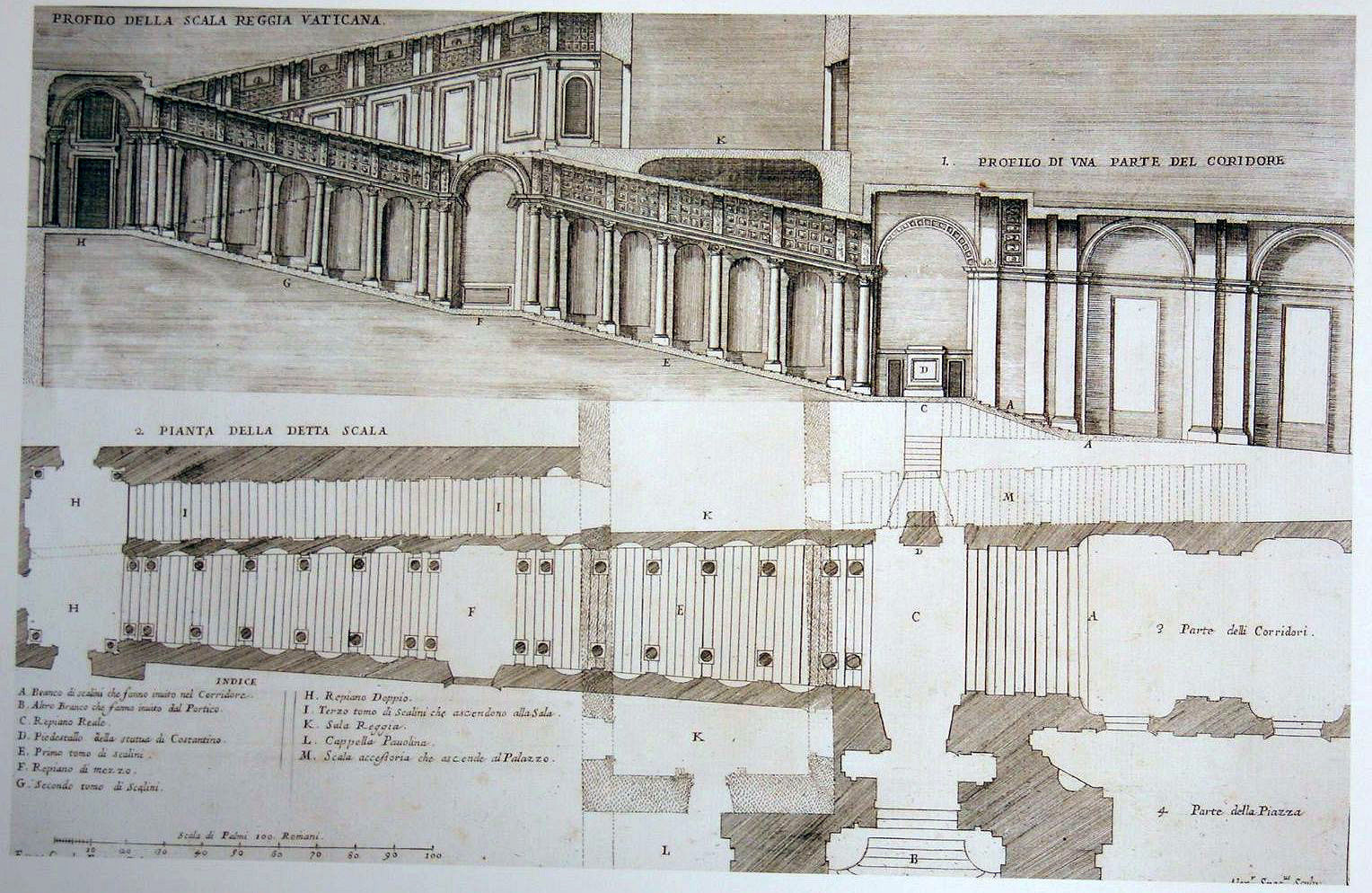
Plan de la Sala Regia.
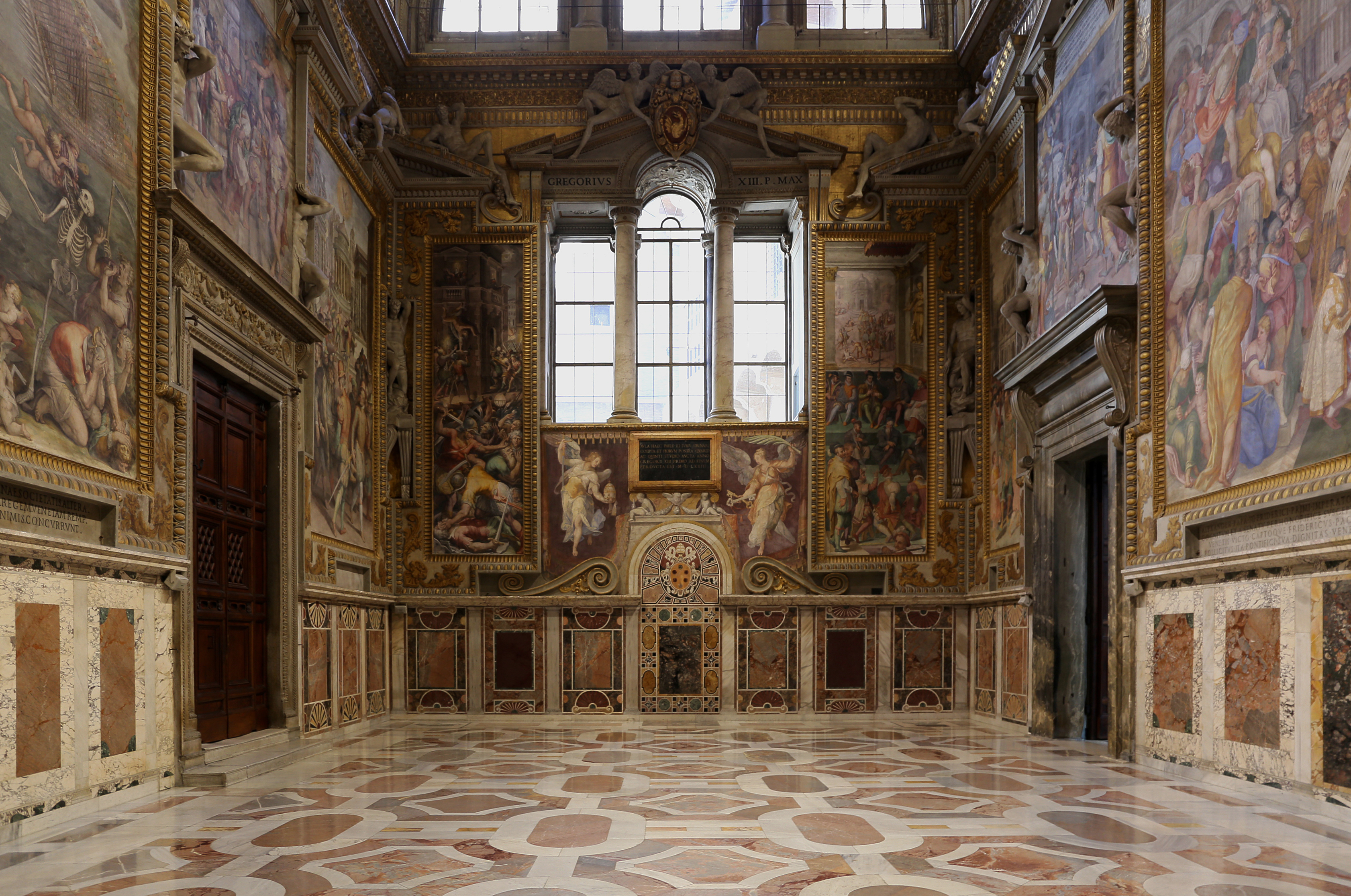
Mur nord.
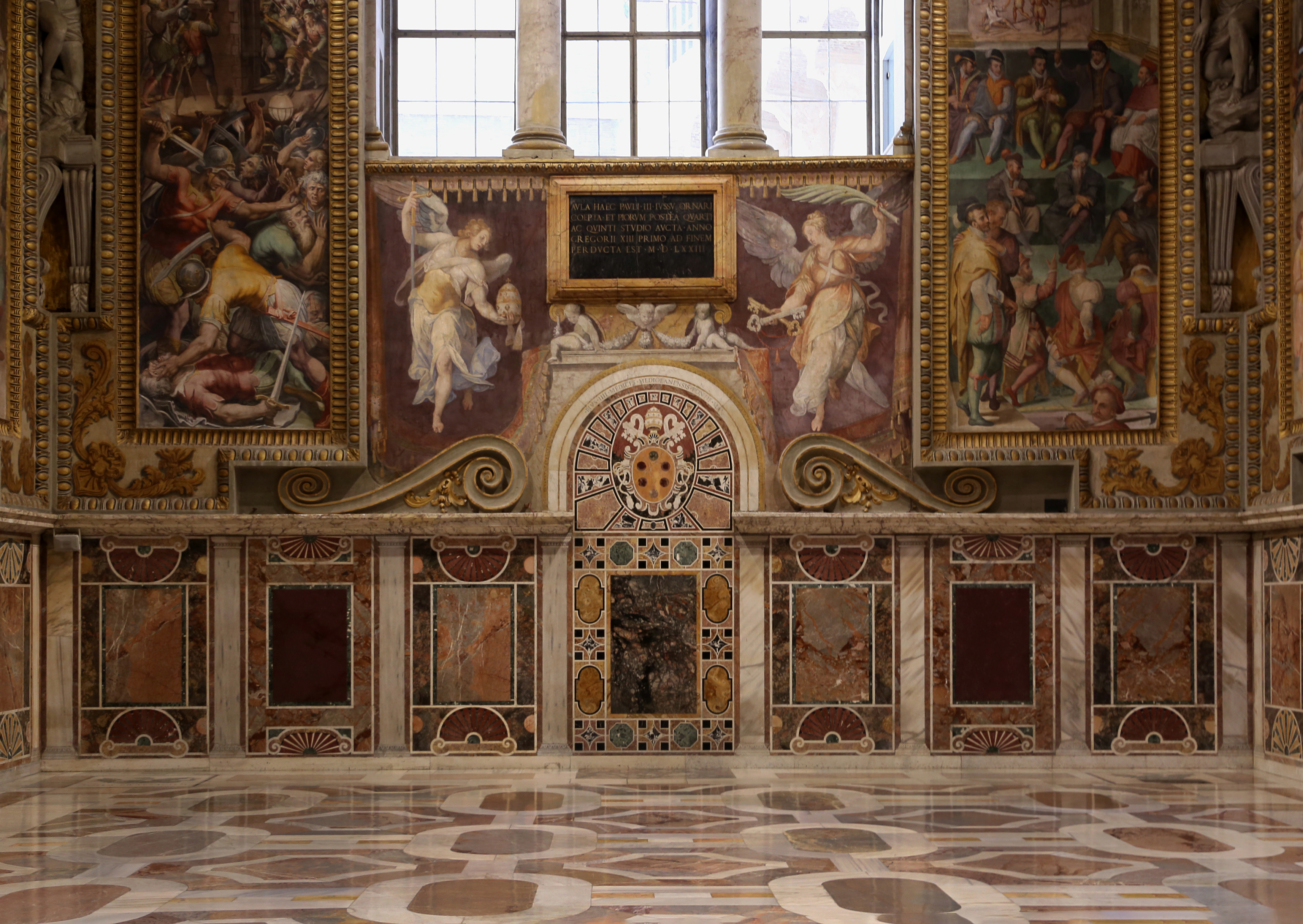
Mur nord (détail).
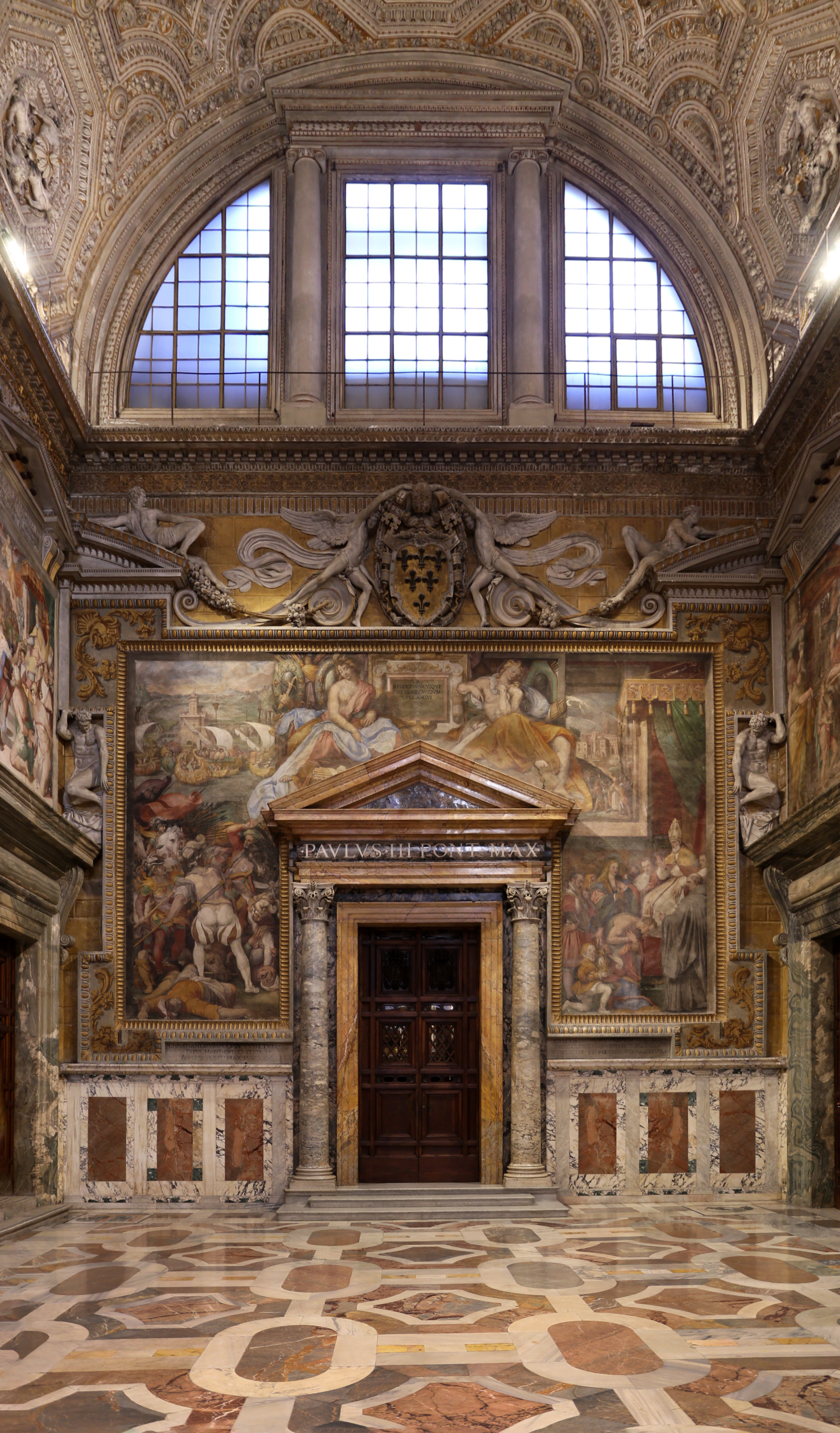
Mur sud.
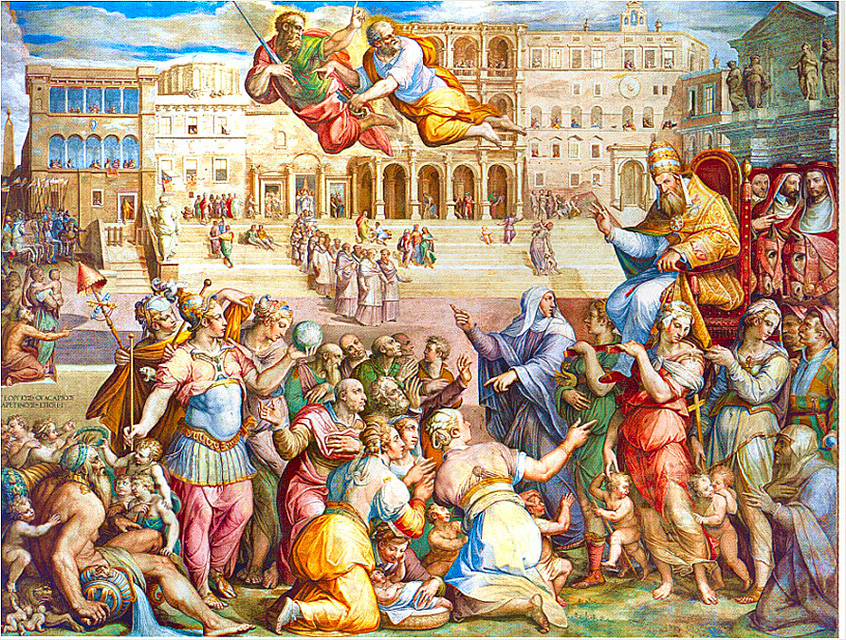
Le retour de Grégoire XI à Rome par Giorgio Vasari.
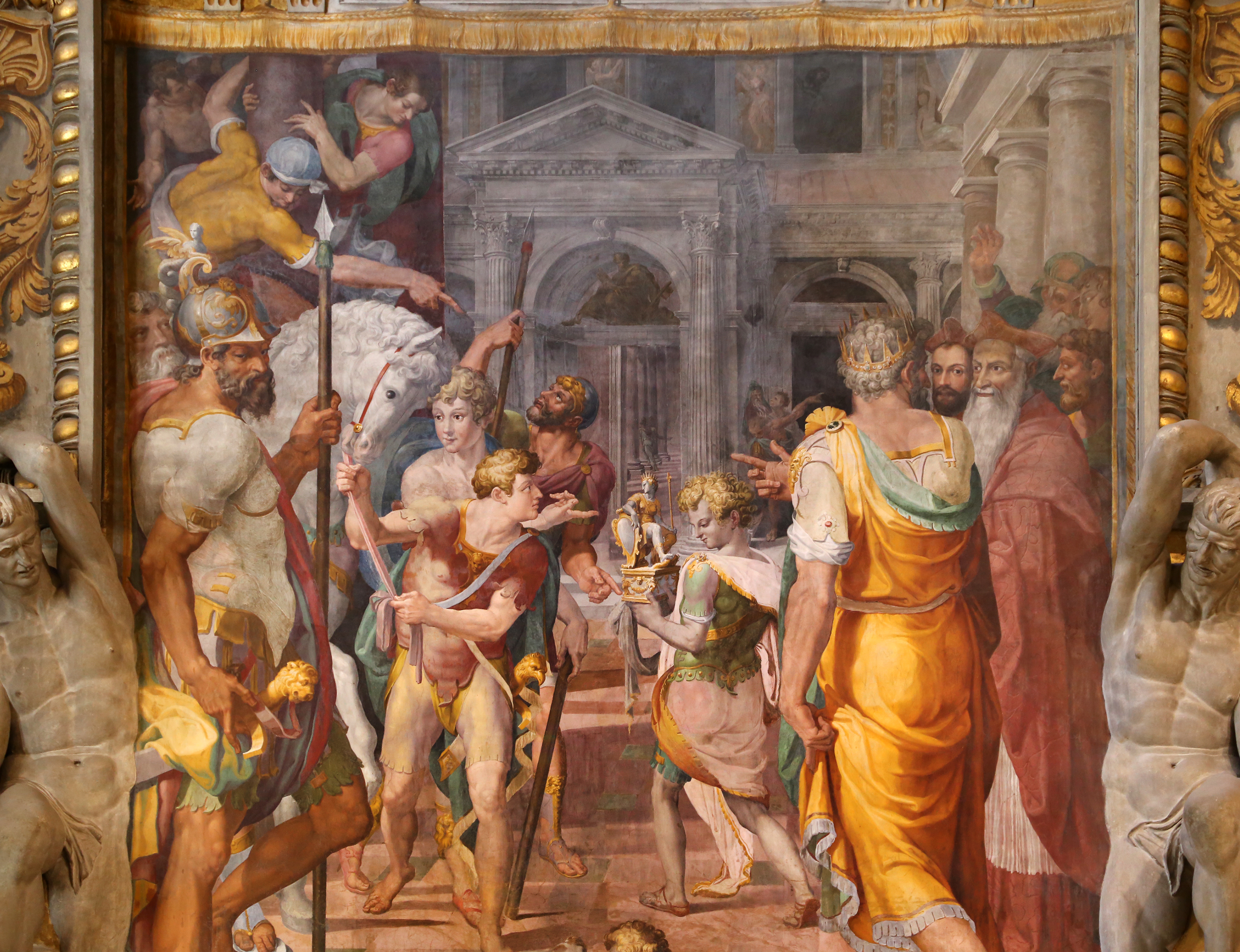
Pierre II d'Aragon offre le royaume à Innocent III par Livio Agresti.
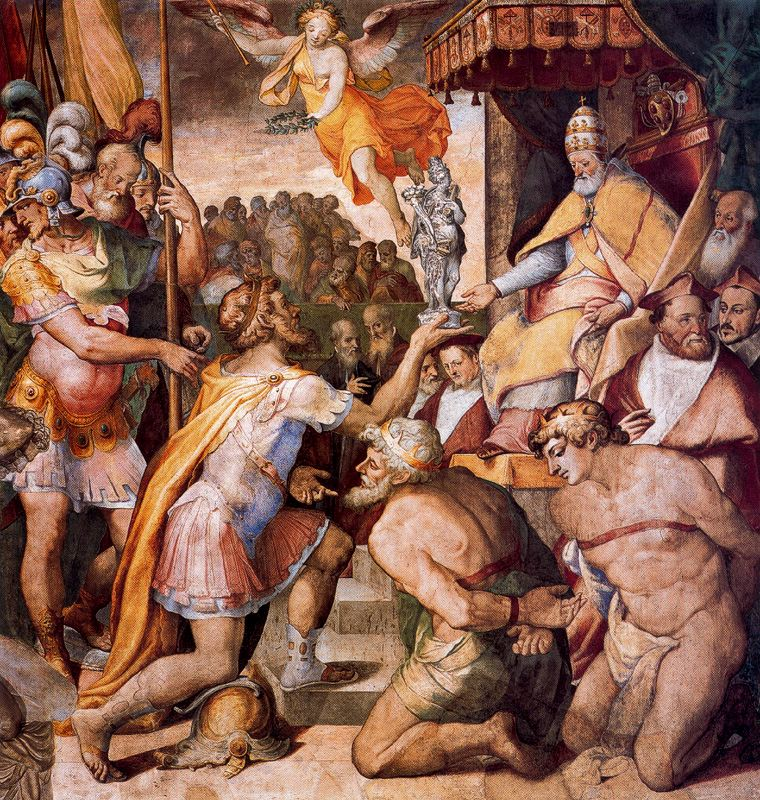
Otton Ier restitue les États de l'Église à Agapet II par Orazio Sammachini.
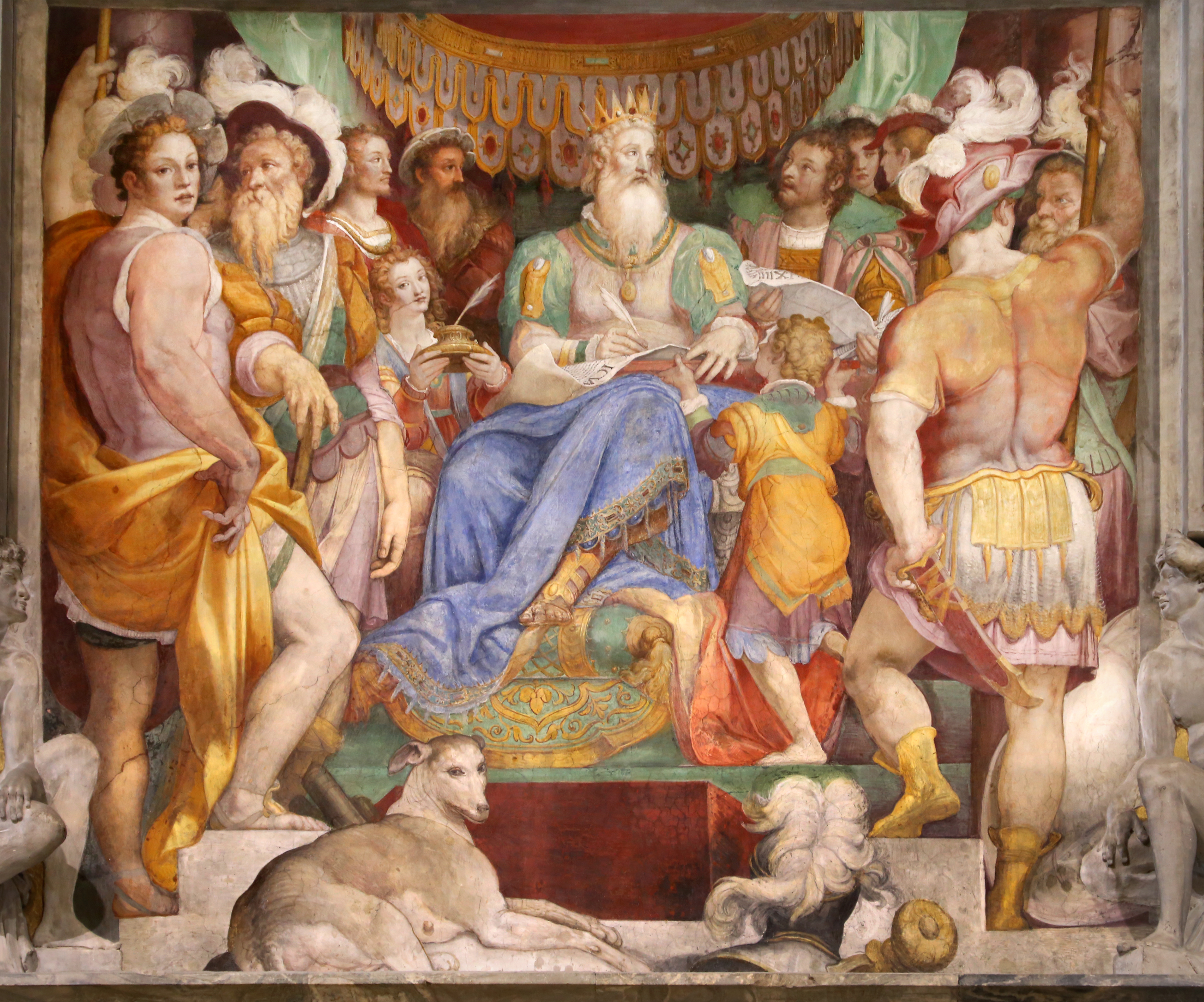
Charlemagne confirme la cession de Ravenne à l'Église par Taddeo Zuccari.
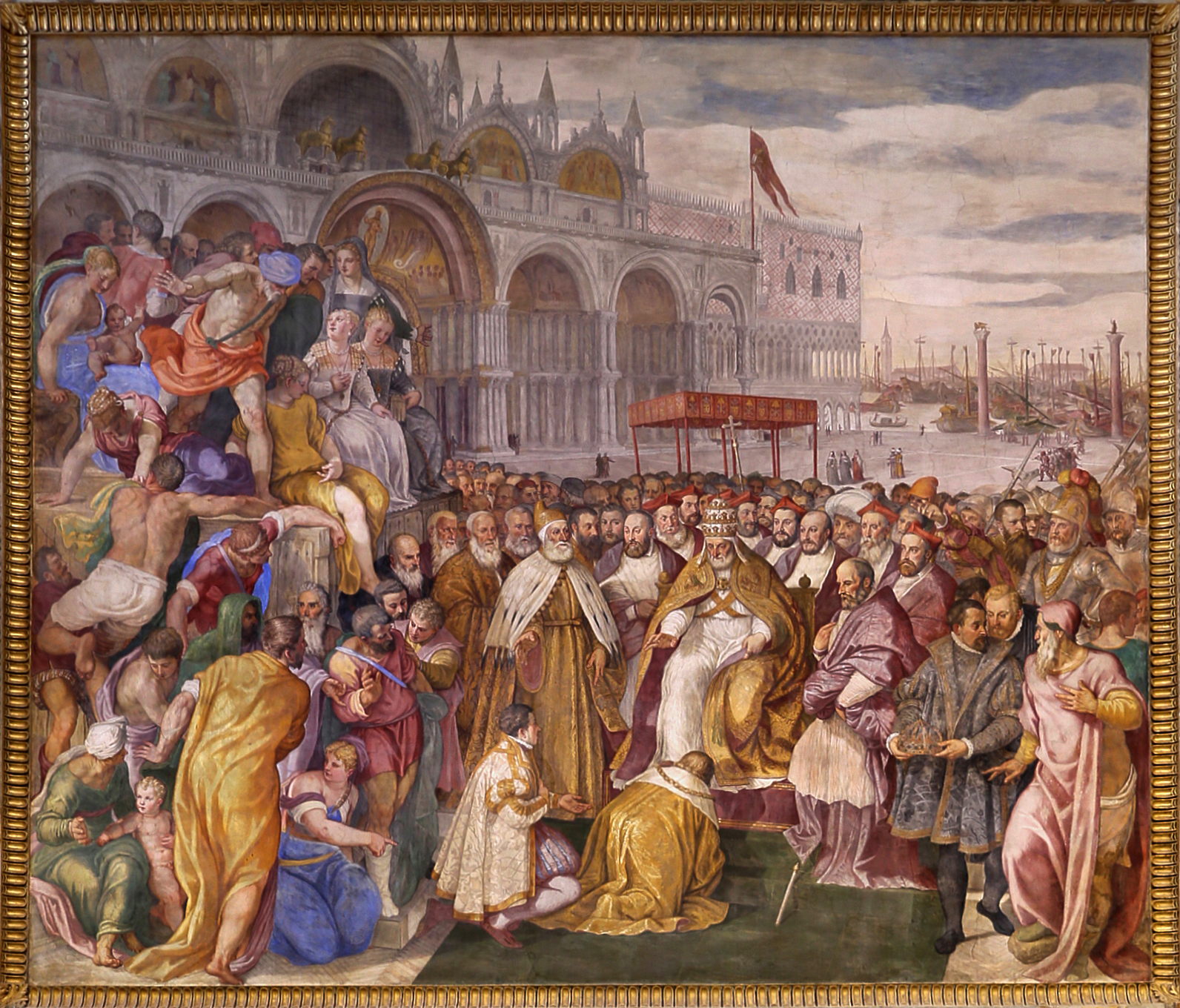
Frédéric Barberousse et Alexandre III se réconcilient par Francesco Salviati et Giuseppe Porta.
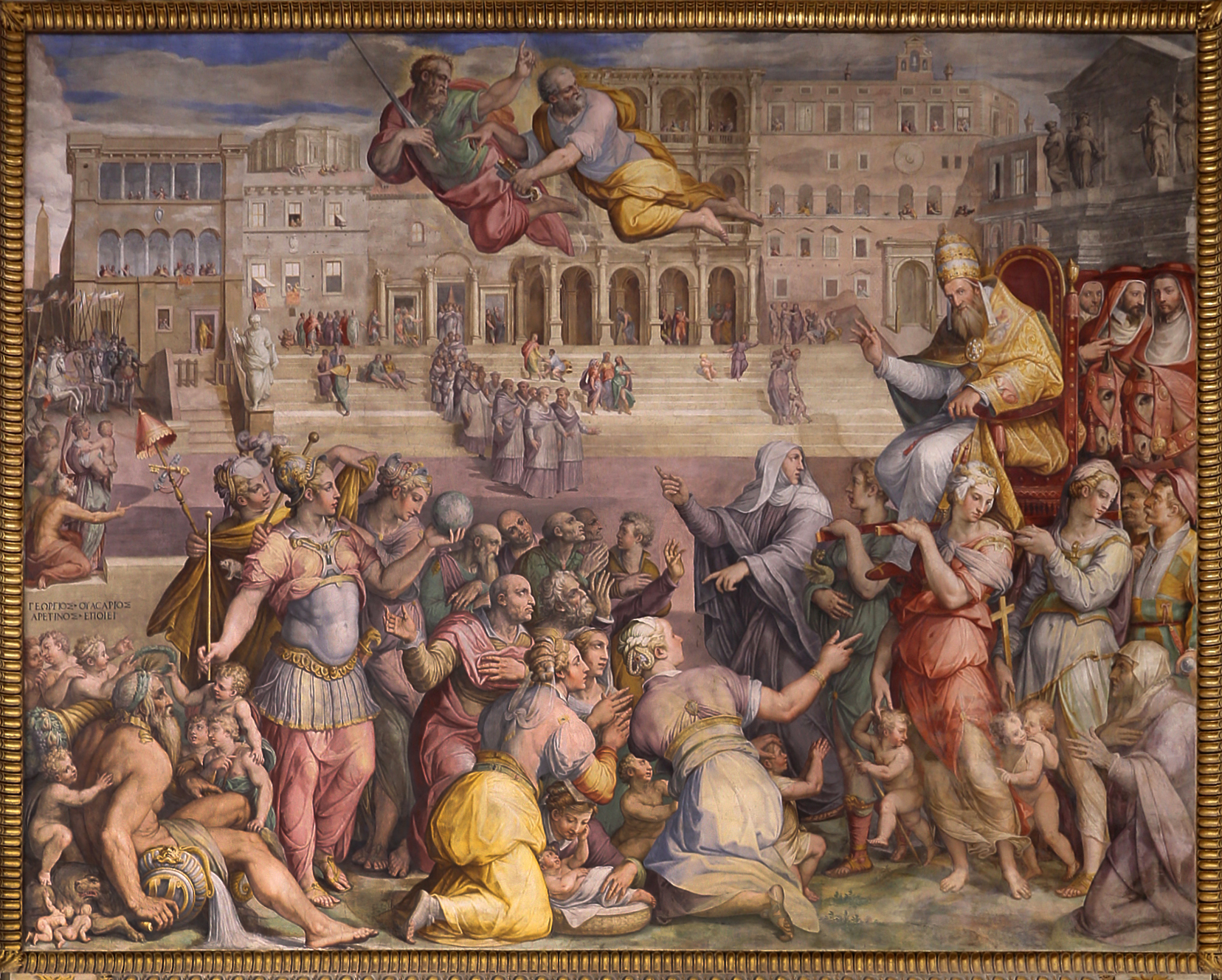
Le retour de Grégoire XI d'Avignon à Rome par Giorgio Vasari.
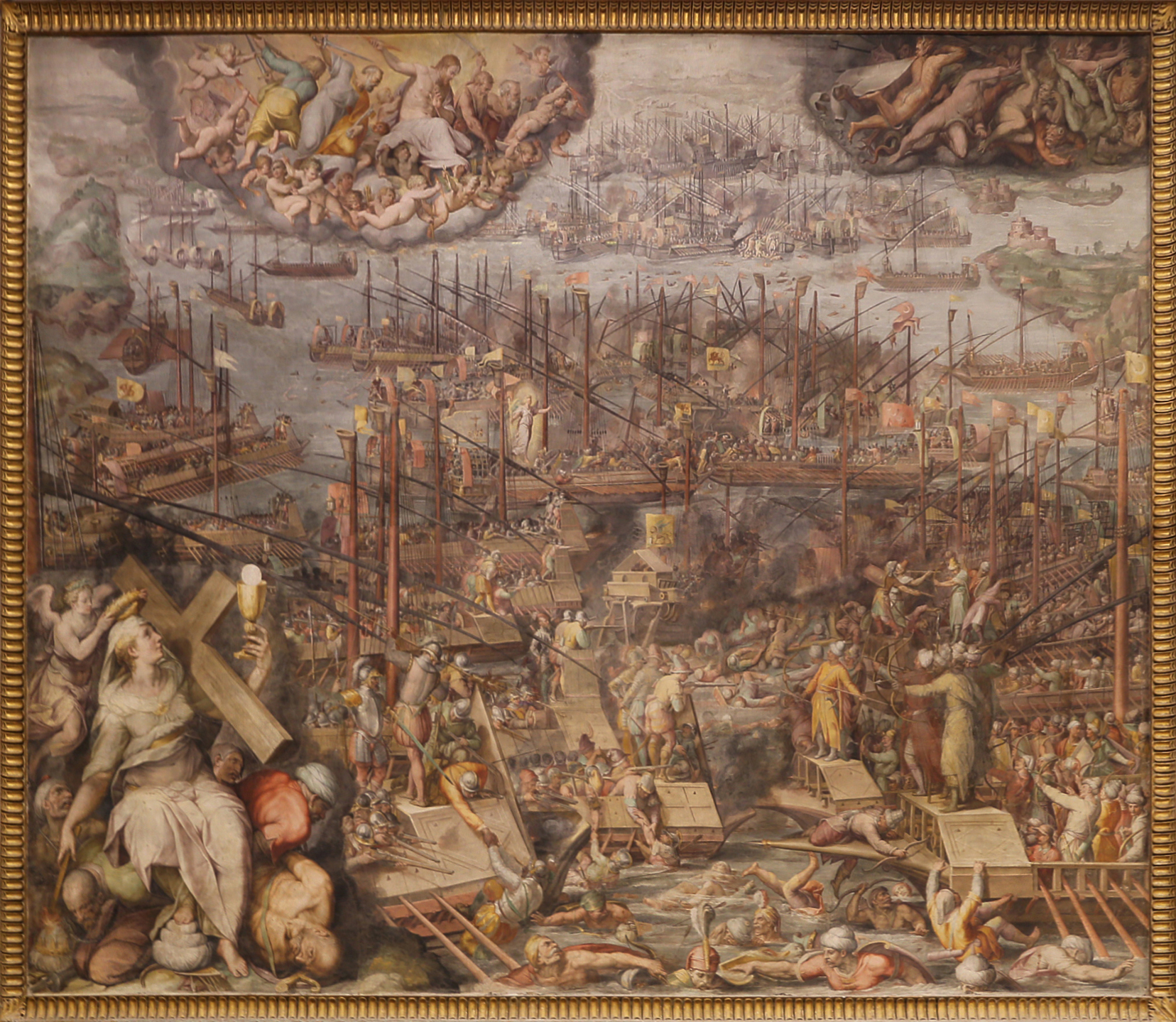
La Bataille de Lépante par Giorgio Vasari.
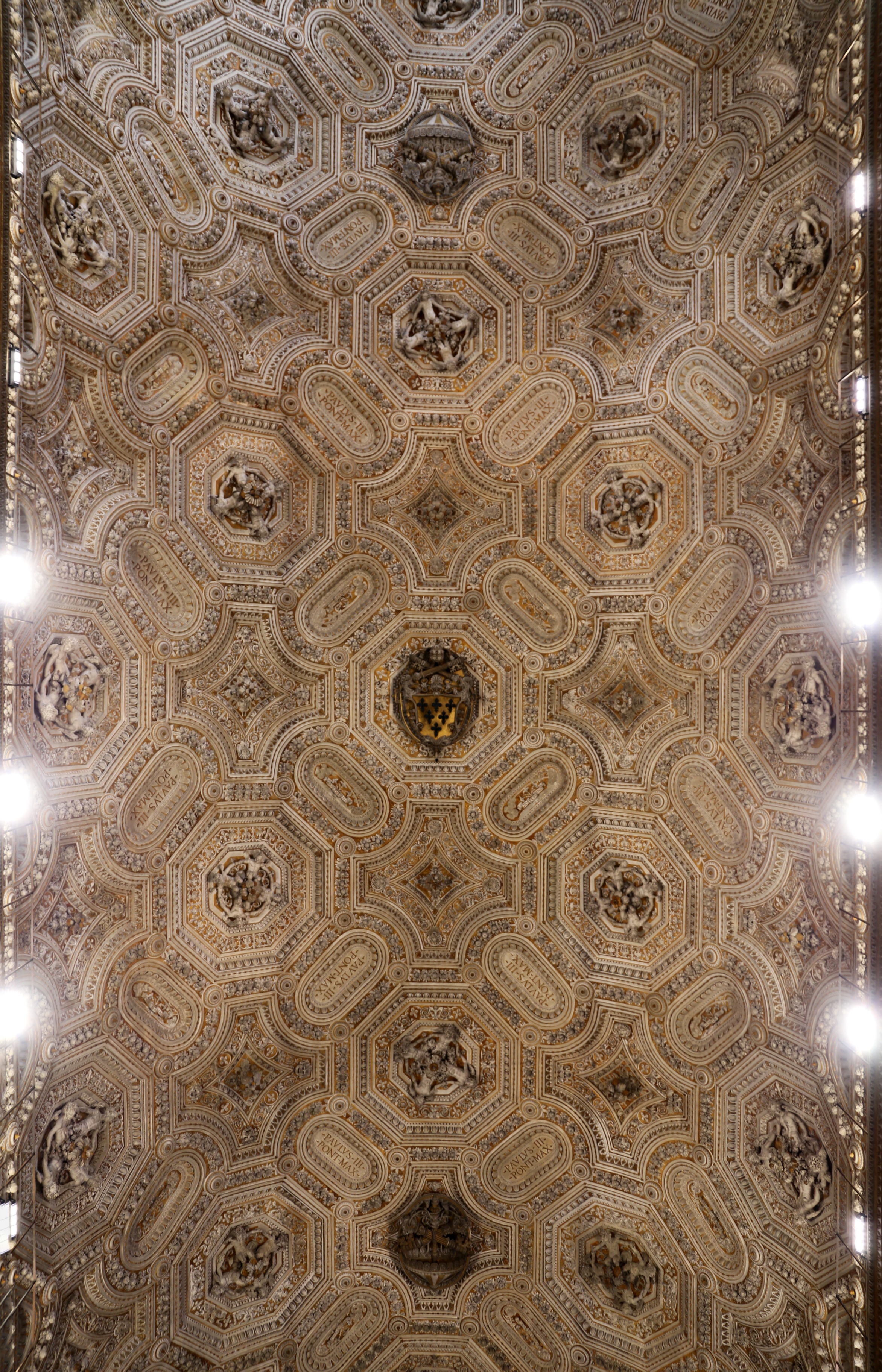
Stucs de la voûte par Perin del Vaga.